# Rubia fruticosa
Rubia fruticosa es una especie planta arbustiva de la familia de las rubiáceas.

## Distribución
R.fruticosa es un endemismo macaronésico, del que se diferencian tres subespecies: ssp.fruticosa, presente en todas las islas Canarias, en Madeira y en las islas Salvajes; ssp.melanocarpa  (Bornm.) Bramwell, en Gran Canaria y Tenerife y ssp.periclymenum  (Schrenk) Sunding, en Gran Canaria, Tenerife y La Gomera.

## Descripción
Se trata de una planta arbustiva de base leñosa, trepadora o enredadera, con espinas en los tallos y el borde y envés de las hojas, que son verticiladas y de elípticas a ovadas. Flores pequeñas, de color amarillo pálido o verdosas, situadas en racimos axilares o terminales. Los frutos son bayas globosas de unos 4-6 mm, de color blanquecino o negruzcos dependiendo de las variedades.

## Taxonomía
Rubia fruticosa fue descrita por William Aiton y publicado en Hortus Kewensis 1: 147, en el año 1789.
Etimología
Rubia: procede del latín ruber, que significa rojo, porque algunas especies sirven para teñir.
fruticosa: procede del latín frutex, que significa arbustivo, aludiendo al porte de la planta.
Sinonimia
- Rubia fruticosa subsp. fruticosa Aiton
- Rubia fruticosa var. pendula Pit.
- Rubia gratiosa Menezes[3][4]
- Rubia fruticosa var. pendula Pit. in ?.
- Rubia fruticosa subsp. pendula (Pit.) Oberd. in ?.
- Rubia scabra Salisb. (1796).
- Rubia canariensis Poir. in Lam. (1812)
- Rubia galioides Poir. in Lam. (1812)
- Rubia fruticosa var. melanocarpa Bornm. (1903).
- Rubia fruticosa var. periclymenum Schrenk (1907).
- Rubia fruticosa subsp. melanocarpa (Bornm.) Bramwell (1970).
- Rubia melanocarpa (Bornm.) Svent. (1971).
- Rubia fruticosa subsp. periclymenum (Schrenk) Sunding (1972).[5][6]

## Nombre común
Se conoce como "tasaigo".